# Abdul Qadir Khan
Abdul Qadir Khan (Bhopal, India, 1 de abril de 1936-Islamabad, Pakistán, 10 de octubre de 2021) (también, Qadeer, Quadeer o Qadir, habitualmente citado como Dr. A. Q) fue un científico pakistaní, impulsor del programa de desarrollo nuclear de Pakistán. Se le considera el padre de la bomba atómica pakistaní.

## Biografía
Estudió ingeniería en la Universidad de Karachi y se doctoró por la Universidad Católica de Lovaina (Bélgica).[cita requerida]
En enero de 2004, reconoció haber participado en una trama de ventas de armas nucleares a Corea del Norte, Libia e Irán, por lo que fue encarcelado pero puesto en libertad a comienzos de 2009.
Dio positivo de COVID-19 en agosto de 2021 y, desde entonces, lo hospitalizaron en varias ocasiones. Murió el 10 de octubre de 2021 por problemas pulmonares, tras ser transferido al Hospital KRL de Islamabad.